# Дмитришин, Ярослав Иванович
Ярослав Иванович Дмитришин (укр. Ярослав Іванович Дмитришин; род. 20 января 1939 года, г. Ходоров, Львовское воеводство, Польша) — украинский государственный деятель, депутат Верховной рады Украины I созыва (1990—1994).

## Биография
Родился 20 января 1939 года в городе Ходоров Львовского воеводства Польской Республики (ныне Львовской области Украины) в семье служащих.
Окончил Дрогобычский механический техникум. С 1959 года работал токарем, наладчиком Львовского завода автопогрузчиков, затем проходил службу в рядах Советской Армии. После возвращения из армии поступил во Львовский политехнический институт, который окончил в 1968 году по специальности «инженер-металлург». После окончания института с 1968 года работал инженером, затем старшим инженером Бурштынской ГРЭС Ивано-Франковской области, с 1980 года был заместителем начальника отдела технического контроля Луцкого государственного подшипникового завода № 28.
Являлся председателем правления Луцкого городского объединения и городской ячейки Общества украинского языка им. Т. Г. Шевченко.
В 1990 году в ходе первых альтернативных парламентских выборов в Украинской ССР был выдвинут кандидатом в народные депутаты трудовым коллективом Луцкого государственного подшипникового завода № 28, 18 марта 1990 года в первом туре был избран народным депутатом Верховного совета Украинской ССР XII созыва (в дальнейшем — Верховной рады Украины I созыва) от Луцкого избирательного округа № 40 Волынской области, набрал 48,76% голосов среди 11 кандидатов. В парламенте являлся членом комиссии по вопросам культуры и духовного возрождения, входил во фракцию Народного руха Украины. Депутатские полномочия истекли 10 мая 1994 года.